# Woimbey
Woimbey est une commune française située dans le département de la Meuse, en région Grand Est.

## Géographie

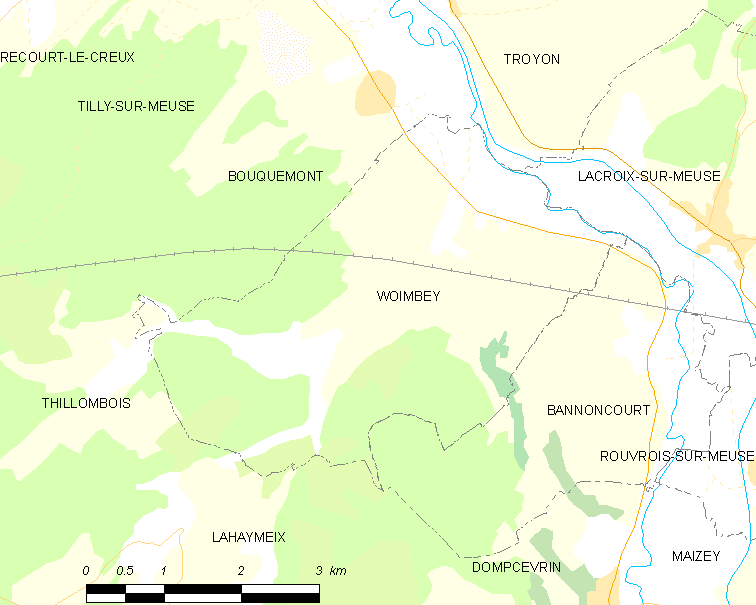
Carte de la commune.
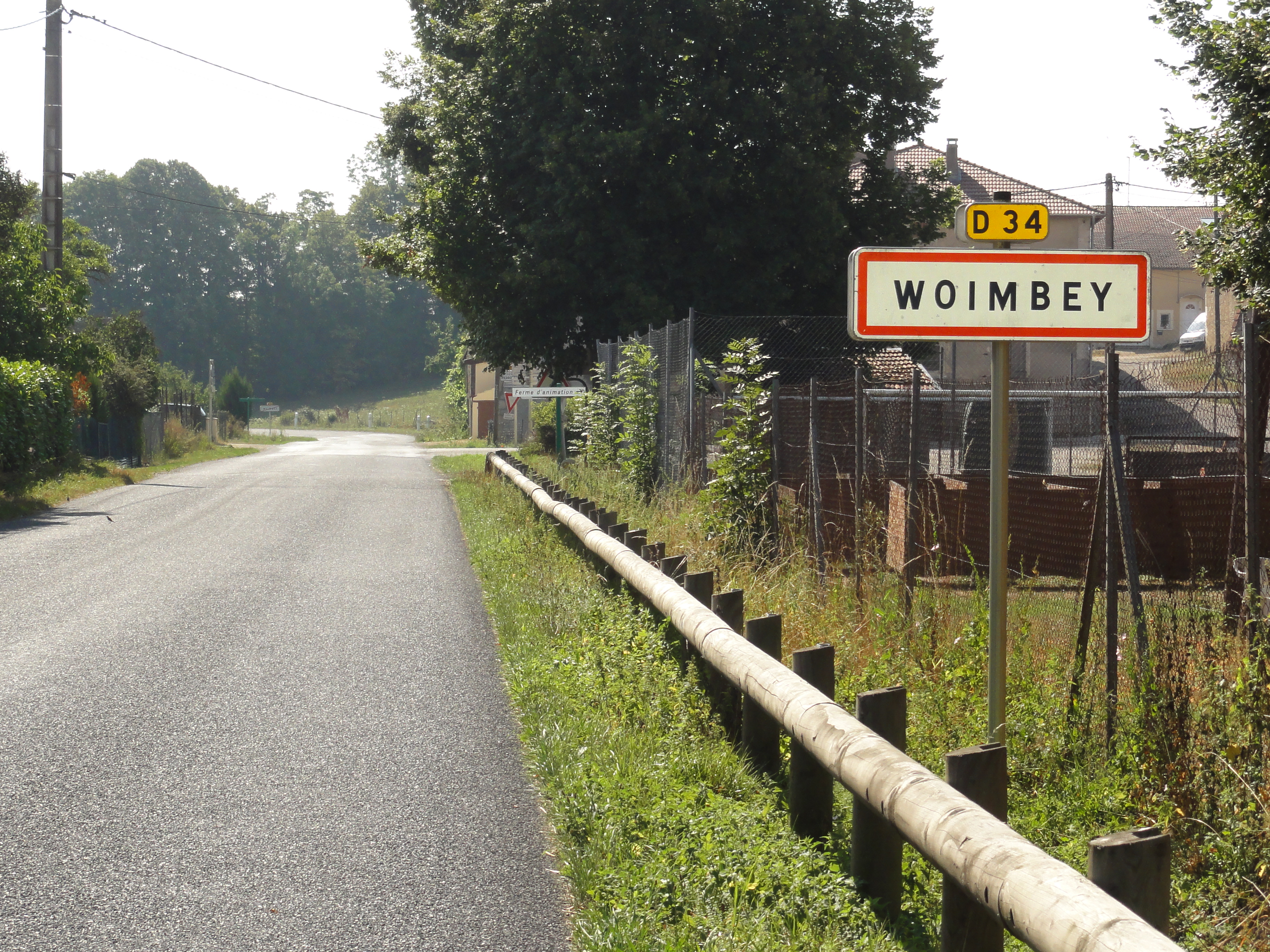
Entrée de Woimbey.

### Hydrographie
La commune est dans le bassin versant de la Meuse au sein du bassin Rhin-Meuse. Elle est drainée par la Meuse, le ruisseau de Thillombois, le ruisseau de Marcaulieu, le ruisseau de St-Germain et divers bras de Bouquemont,.
La Meuse, d'une longueur de 486 km, est un fleuve européen qui prend sa source en France, dans la commune du Châtelet-sur-Meuse, à 409 mètres d'altitude, et se jette dans la mer du Nord après un cours long d'approximativement 950 kilomètres traversant la France, la Belgique et les Pays-Bas. 
Le ruisseau de Thillombois, d'une longueur de 10 km, prend sa source dans la commune de Douaumont-Vaux et se jette  dans le Bras de Bouquemont à Troyon, après avoir traversé trois communes. 

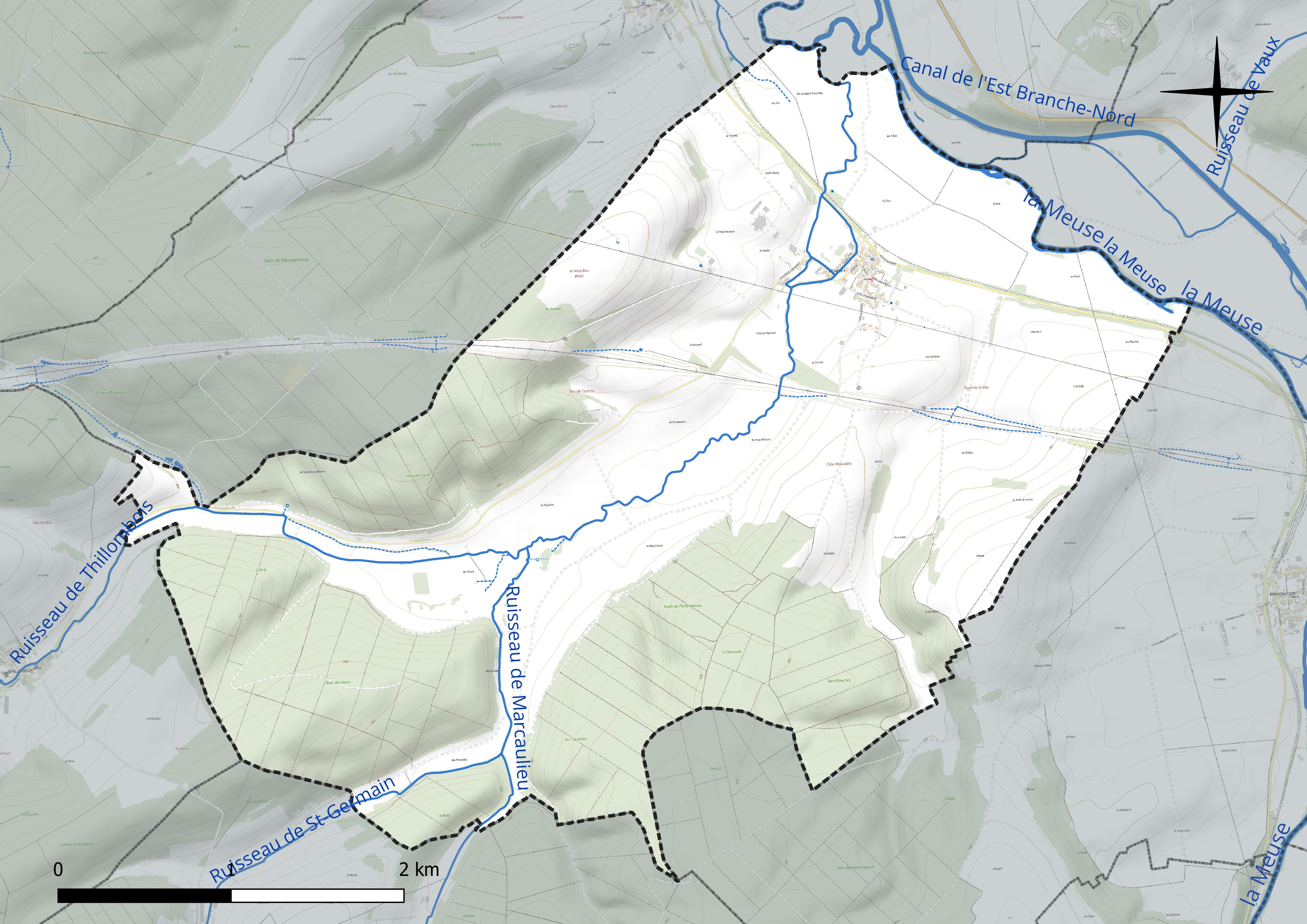
Réseau hydrographique de Woimbey.

### Climat
Pour des articles plus généraux, voir Climat du Grand Est et Climat de la Meuse.
En 2010, le climat de la commune est de type climat de montagne, selon une étude du Centre national de la recherche scientifique s'appuyant sur une série de données couvrant la période 1971-2000. En 2020, Météo-France publie une typologie des climats de la France métropolitaine dans laquelle la commune est exposée à un climat océanique altéré et est dans la région climatique  Lorraine, plateau de Langres, Morvan, caractérisée par un hiver rude (1,5 °C), des vents modérés et des brouillards fréquents en automne et hiver. 
Pour la période 1971-2000, la température annuelle moyenne est de 9,7 °C, avec une amplitude thermique annuelle de 16 °C. Le cumul annuel moyen de précipitations est de 966 mm, avec 13,8 jours de précipitations en janvier et 9,5 jours en juillet. Pour la période 1991-2020, la température moyenne annuelle observée sur la station météorologique de Météo-France la plus proche, « Bonzée_sapc », sur la commune de Bonzée à 16 km à vol d'oiseau, est de 10,6 °C et le cumul annuel moyen de précipitations est de 783,7 mm. 
La température maximale relevée sur cette station est de 40,6 °C, atteinte le 24 juillet 2019 ; la température minimale est de −17,3 °C, atteinte le 7 février 2012,,. 
Les paramètres climatiques de la commune ont été estimés pour le milieu du siècle (2041-2070) selon différents scénarios d'émission de gaz à effet de serre à partir des nouvelles projections climatiques de référence DRIAS-2020. Ils sont consultables sur un site dédié publié par Météo-France en novembre 2022.

## Urbanisme

### Typologie
Au 1er janvier 2024, Woimbey est catégorisée commune rurale à habitat dispersé, selon la nouvelle grille communale de densité à sept niveaux définie par l'Insee en 2022.
Elle est située hors unité urbaine. Par ailleurs la commune fait partie de l'aire d'attraction de Verdun, dont elle est une commune de la couronne,. Cette aire, qui regroupe 103 communes, est catégorisée dans les aires de moins de 50 000 habitants,.

### Occupation des sols
L'occupation des sols de la commune, telle qu'elle ressort de la base de données européenne d’occupation biophysique des sols Corine Land Cover (CLC), est marquée par l'importance des territoires agricoles (61,6 % en 2018), une proportion sensiblement équivalente à celle de 1990 (61 %). La répartition détaillée en 2018 est la suivante : 
forêts (38,4 %), terres arables (38,3 %), prairies (17,6 %), zones agricoles hétérogènes (5,7 %). L'évolution de l’occupation des sols de la commune et de ses infrastructures peut être observée sur les différentes représentations cartographiques du territoire : la carte de Cassini (XVIIIe siècle), la carte d'état-major (1820-1866) et les cartes ou photos aériennes de l'IGN pour la période actuelle (1950 à aujourd'hui).

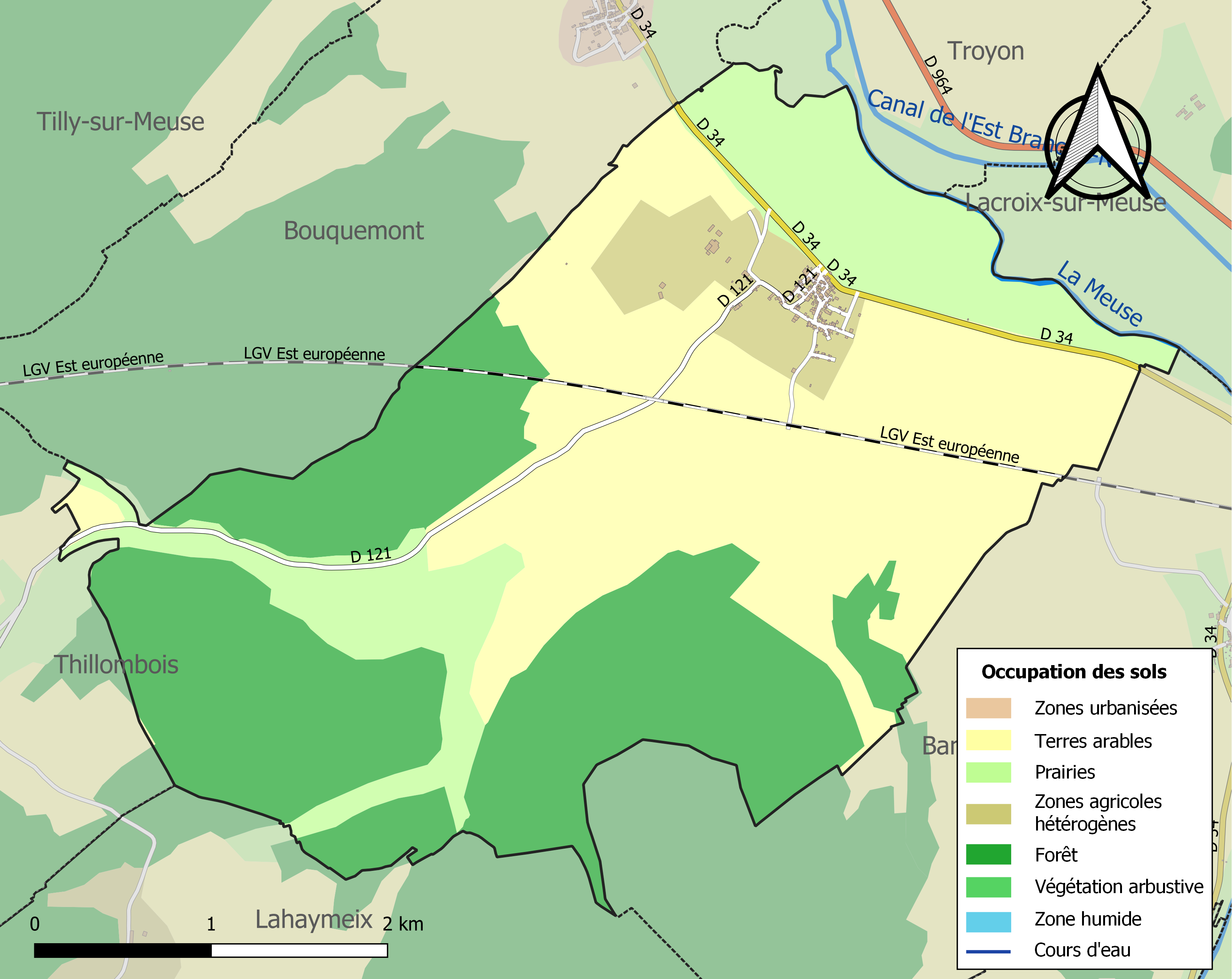
Carte des infrastructures et de l'occupation des sols de la commune en 2018 (CLC).

## Toponymie
Wimbeia (973) ; Wimbea (984) ; Imberes (1047) ; Imbeia (1049) ; Vuembeye (1180) ; Wymbée (1228) ; Wimbée (1280) ; Winbeii-castrum (1580) ; Vuymbey (1585) ; Wimbey (1587) ; Wimbeyum (1642) ; Wimbays (1656) ; Wambasius (1717) ; Wimbæum (1738) ; Wimbais, Wambais (1745) ; Weymbey, Weimbey, Wimbay (1756) ; Woimbey (1793)[réf. nécessaire].

## Histoire
Village mentionné dès le Xe siècle. Était rattaché au diocèse de Verdun.

## Politique et administration
| Période                                  | Période   | Identité           | Étiquette | Qualité |
| ---------------------------------------- | --------- | ------------------ | --------- | ------- |
| Les données manquantes sont à compléter. |           |                    |           |         |
| avant 1995                               | ?         | Julien Raveau      |           |         |
| mars 2001                                | mars 2008 | Patrice Foures     |           |         |
| mars 2008                                | mars 2014 | Anne-Marie Delbart |           |         |
| mars 2014                                | En cours  | Sylvain Foures     |           |         |

## Population et société

### Démographie
L'évolution du nombre d'habitants est connue à travers les recensements de la population effectués dans la commune depuis 1793. Pour les communes de moins de 10 000 habitants, une enquête de recensement portant sur toute la population est réalisée tous les cinq ans, les populations de référence des années intermédiaires étant quant à elles estimées par interpolation ou extrapolation. Pour la commune, le premier recensement exhaustif entrant dans le cadre du nouveau dispositif a été réalisé en 2008.

En 2022, la commune comptait 130 habitants, en évolution de +5,69 % par rapport à 2016 (Meuse : −4,4 %, France hors Mayotte : +2,11 %).
| 1793 | 1800 | 1806 | 1821 | 1831 | 1836 | 1841 | 1846 | 1851 |
| ---- | ---- | ---- | ---- | ---- | ---- | ---- | ---- | ---- |
| 232  | 439  | 485  | 475  | 505  | 517  | 510  | 486  | 475  |

| 1856 | 1861 | 1866 | 1872 | 1876 | 1881 | 1886 | 1891 | 1896 |
| ---- | ---- | ---- | ---- | ---- | ---- | ---- | ---- | ---- |
| 463  | 444  | 445  | 398  | 386  | 359  | 343  | 331  | 333  |

| 1901 | 1906 | 1911 | 1921 | 1926 | 1931 | 1936 | 1946 | 1954 |
| ---- | ---- | ---- | ---- | ---- | ---- | ---- | ---- | ---- |
| 339  | 330  | 315  | 267  | 279  | 266  | 257  | 193  | 191  |

| 1962 | 1968 | 1975 | 1982 | 1990 | 1999 | 2006 | 2008 | 2013 |
| ---- | ---- | ---- | ---- | ---- | ---- | ---- | ---- | ---- |
| 195  | 186  | 156  | 120  | 120  | 106  | 108  | 108  | 119  |

| 2018 | 2022 | - | - | - | - | - | - | - |
| ---- | ---- | - | - | - | - | - | - | - |
| 120  | 130  | - | - | - | - | - | - | - |

## Culture locale et patrimoine

### Lieux et monuments
- L'église Saint-Rémi, construite en 1890.
- L'ancien château fort construit par Louis de Haraucourt, évêque de Verdun ; détruit en 1656, par ordre de Louis XIV.
- Monument aux morts.
- La Meuse.

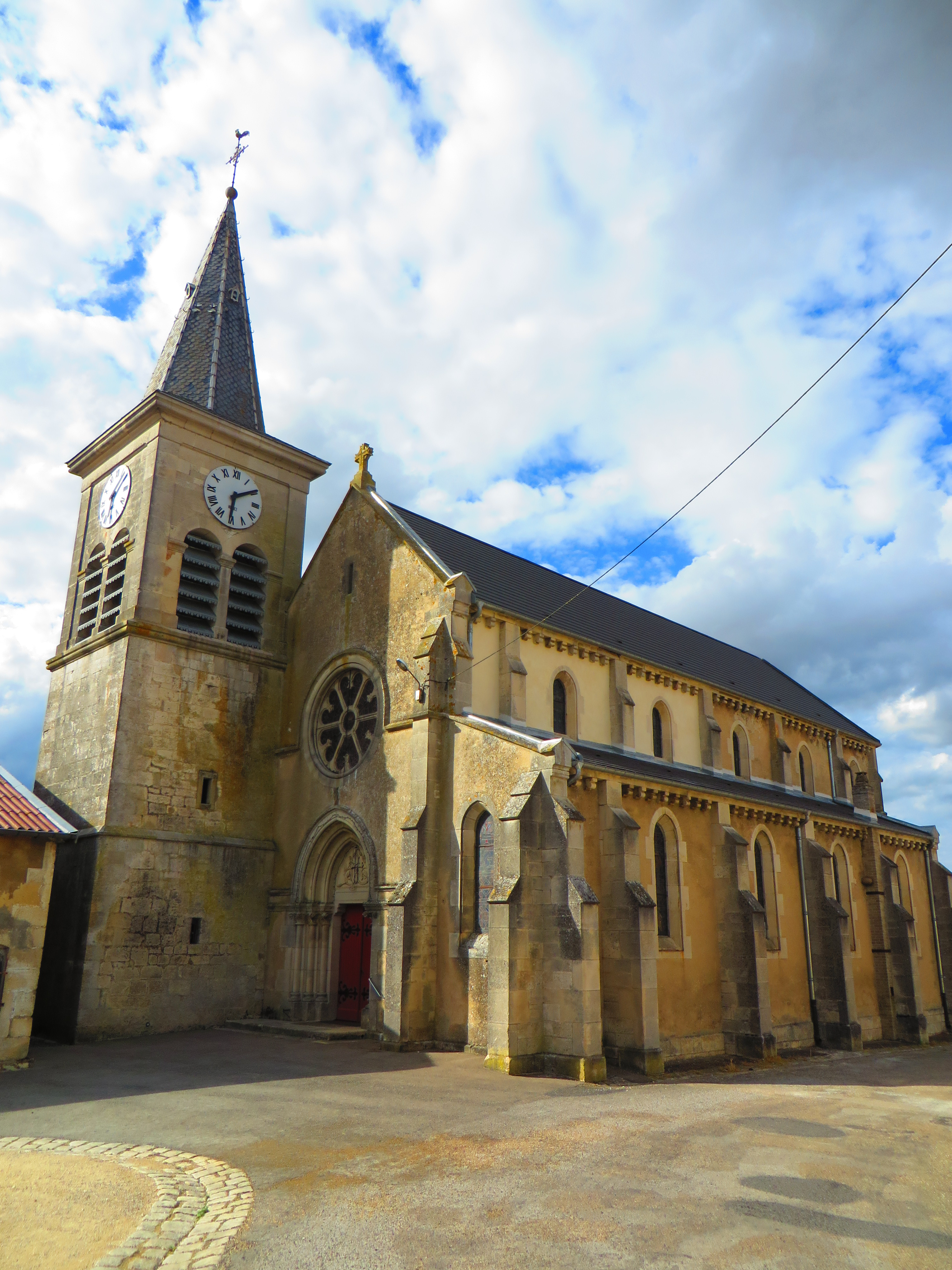
L'église Saint-Rémi.
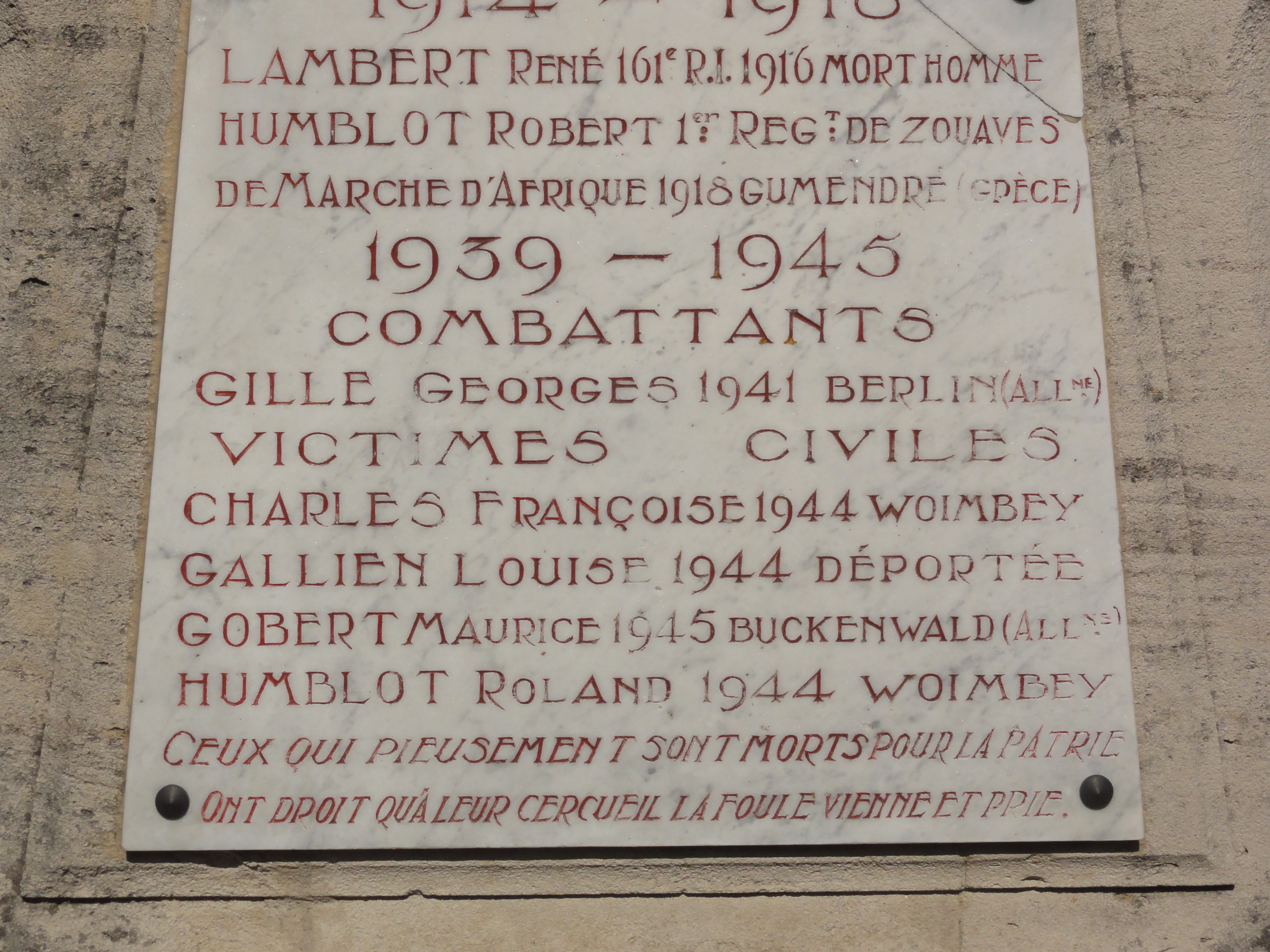
Monument aux morts, détail

### Héraldique
| Blason de Woimbey | Blason  | Parti: au 1er d'azur à la colombe fondant d'argent tenant dans son bec une ampoule d'or, au 2e d'or à la tour de gueules ouverte du champ, maçonnée de sable et chargée d'un clou d'argent; enté en pointe d'argent à la roue de moulin de gueules. |
| Blason de Woimbey | Détails | Création de R.A LOUIS avec les conseils de la Commission Héraldique de l'UCGL. Adopté par la commune en janvier 2014. |